# Mariano Escoto
Mariano Escoto, en latín Marianus Scotus, fue un monje benedictino irlandés, miembro de la Misión hiberno-escocesa. Abad de la abadía de San Pedro en Ratisbona, nació en Irlanda antes de mediados del siglo XI; murió en Ratisbona hacia el final del siglo XI, alrededor de 1088. Es reconocido como beato por la Iglesia católica.
En 1067 dejó Irlanda, con la intención de hacer una peregrinación a Roma. Como muchos de sus compatriotas, sin embargo, decidió instalarse en Alemania, en Bamberg, donde se convirtió en monje benedictino. Viajó con algunos compañeros a Regensburg (Ratisbona), donde fundó el Kloster Sankt Peter Regensburg y se convirtió en su primer abad.
Después de su muerte fue beatificado y su fiesta se observa el 17 de abril o el 4 de julio, o, según los Bolandistas, el 9 de febrero. Mariano dedicó a transcribir y glosar el texto de las escrituras. Su éxito como escribano y la belleza excepcional de su caligrafía puede ser juzgado por un ejemplar de su obra que ha llegado hasta nosotros. Se trata del Códice 1247  de la Biblioteca Imperial de Viena, que contiene las Epístolas de San Pablo, con glosas, algunos de los cuales están en latín y otras en irlandés. Estos últimos fueron recopilados y publicados por Zeuss en su "Grammatica Celtica" (p. xxiv). El manuscrito termina con las palabras "in honore individuae trinitatis Mariano Escoto scripsit hunc librum suis fratribus peregrinis…" (la fecha dada es el 16 de mayo de 1078).
Acerca de su nombre se especula que "Mariano Escoto" deriva de "Muirdach trog macc robartaig", es decir, "Marianus miser filius Robartaci", o 'Marianus, hijo de Robart". La forma irlandesa de su nombre era, por lo tanto, Muirdach y su nombre de la familia era Robartaig.